# ارشی خان
آرشی خان، یک مدل هندی، بازیگر، مشهور اینترنتی و شخصیت تلویزیونی است. او به حزب کنگره ملی هند پیوست تا در انتخابات ۲۰۱۹ بمبئی شرکت کند. خان قبل از اینکه حرفه بازیگری و مدلینگ را دنبال کند، یک فیزیوتراپیست بود.
خان و خانواده اش زمانی که خان چهار ساله بود از افغانستان به هند نقل مکان کردند. خان تحصیلات خود را در بوپال گذراند. بعداً خان به بمبئی رفت تا شانس خود را در بازیگری و مدلینگ امتحان کند.
ارشی که به کنگره ملی هند پیوسته بود به دلیل تعهدات حرفه ای استعفا داد. ارشی در سال ۲۰۲۱ به مدرسه کشتی کج گریت کالی سی‌دابلیویی (CWE) پیوست
در سال ۲۰۲۱، خان به دلیل کپی برداری از لیدی گاگا و پوشیدن پاره ای از لباس جوایز موسیقی ویدئویی ام تی وی ۲۰۲۰ در مراسم بعد از مهمانی بیگ باس ۱۴ مورد انتقاد قرار گرفت.
در مارس ۲۰۲۱، خان پس از انتشار پستی در مورد مفتی منک و گفت که او یک فروشنده اسلامی است مورد انتقاد شدید قرار گرفت.

## فیلم‌شناسی
| سال  | عنوان          | زبان  | یادداشت          |
| ---- | -------------- | ----- | ---------------- |
| ۲۰۱۷ | مالی میشتو     | تامیل | اولین فیلم تامیل |
| ۲۰۱۴ | آخرین امپراتور | هندی  | اولین فیلم هندی  |

### تلویزیون
| سال       | عنوان                         | نقش        | یادداشت                                 |
| --------- | ----------------------------- | ---------- | --------------------------------------- |
| ۲۰۱۷      | بیگ باس ۱۱                    | شرکت کننده | در روز ۸۴ اخراج شد                      |
| ۲۰۱۸      | لیگ کریکت باکس - فصل ۳        | شرکت کننده | شرکت کننده در تیم کلکته                 |
| ۲۰۱۸      | کالج و بیمارستان Savitri Devi | نایانتارا  |                                         |
| ۲۰۱۹      | لیگ کریکت باکس - فصل ۴        | شرکت کننده | بازیکن Ajmergarh Royals                 |
| ۲۰۱۹      | ویش                           | کالانکینی  |                                         |
| ۲۰۲۰–۲۰۲۱ | بیگ باس ۱۴                    | چلنجر      | در روز ۶۵ وارد شد و در روز ۱۲۷ اخراج شد |

### ظواهر خاص
| سال  | عنوان          | نقش  |
| ---- | -------------- | ---- |
| ۲۰۱۸ | سرگرمی کی راات | خودش |
| ۲۰۱۸ | عشق من مرجوان  | خودش |

### سری وب
| سال  | سلسله                 | نقش      | یادداشت | مرجع   |
| ---- | --------------------- | -------- | ------- | ------ |
| ۲۰۲۰ | مری اور مارلو         | مریم     |         |        |
| ۲۰۲۰ | خواسته‌های شیطانی      | کمینه    |         |        |
| ۲۰۲۱ | رائت کی رانی بیگم جان | بیگم جان |         | [ ۱۲ ] |

### نماهنگ
| سال  | عنوان                         | هنرمند         | نقش  |
| ---- | ----------------------------- | -------------- | ---- |
| ۲۰۱۷ | Garamm Chulha Me Hat N Lagava | پریا، راجش جا  | خودش |
| ۲۰۱۸ | گادی‌های مری فراری             | ویکی تاکور     | خودش |
| ۲۰۱۹ | بندی                          | ویجی وارما     | خودش |
| ۲۰۱۹ | رز ولنتاین                    | ویکی کجلا      | خودش |
| ۲۰۱۹ | نایین نشیله                   | اس بی هاریانوی | خودش |
| ۲۰۱۹ | کت و شلوار پاتیالا            | آکی آریان      | خودش |
| ۲۰۱۹ | پیار دی ABC                   | جایدف          | خودش |
| ۲۰۲۰ | چاملی                         | ویجی وارما     | خودش |
| ۲۰۲۱ | کروپا راهو د                  | روشیکش شلار    | خودش |

## جوایز و نامزدها
| سال  | جایزه             | دسته‌بندی                                 | نتیجه |
| ---- | ----------------- | ---------------------------------------- | ----- |
| ۲۰۱۸ | کنفرانس رهبری هند | سرگرمی سال ۲۰۱۸ امور هند                 | برنده |
| ۲۰۱۹ | جوایز کالاکار     | سلبریتی و سرگرمی محبوب اینترنتی سال ۲۰۱۹ | برنده |